# Acomys spinosissimus
Acomys spinosissimus é uma espécie de roedor da família Muridae.
Pode ser encontrada nos seguintes países: Botswana, República Democrática do Congo, Malawi, Moçambique, África do Sul, Tanzânia, Zâmbia e Zimbabwe.
Os seus habitats naturais são: savanas húmidas e áreas rochosas.